# Elymus falcis
Elymus falcis är en gräsart som beskrevs av Henry Eamonn Connor. Elymus falcis ingår i släktet elmar, och familjen gräs. Inga underarter finns listade i Catalogue of Life.